# Hermann Weißauer
Hermann Weißauer (Frisinga, 4 ottobre 1920 – Ludwigshafen, 2 agosto 2014) è stato un chimico e compositore di scacchi tedesco.
Laureatosi in chimica nel 1952 all'Università Ludwig Maximilian di Monaco, ha poi lavorato come ricercatore alla BASF, soprattutto nello sviluppo dei coloranti sintetici. I suoi lavori permisero alla BASF di ottenere diversi brevetti per la produzione di coloranti, tra cui uno negli Stati Uniti per la produzione di alizarina.
Weißauer fu per tutta la vita un appassionato di scacchi. Partecipò con il club Ludwigshafen 1912 alle finali del campionato tedesco a squadre del 1956 e 1958. Si interessò particolarmente alla composizione di problemi. Nel 1978 fondò il campionato tedesco di risoluzione problemi, di cui fu per molti anni il principale organizzatore. Dal 1979 fu redattore della rubrica problemistica della rivista Rohade Europa.
La PCCC lo nominò Arbitro Internazionale per la composizione nel 1987 e Maestro Onorario della composizione nel 1992.
Nel 1995 fu eletto membro onorario a vita dell'associazione problemistica tedesca Die Schwalbe.
Prende il suo nome il "tema Weißauer", uno sgombero di linea tramite il sacrificio di un pezzo.
Scrisse un libro sul problemista suo connazionale P.A. Orlimont (al secolo Ernst Krüger):
- P. A. Orlimont und seine Schachaufgaben, Nightrider Unlimited, Treuenhagen, 1999

## Problemi d'esempio
Il terzo problema è un esempio del "tema Weißauer".
|   | a | b | c | d | e | f | g | h |   |
| 8 | e8 cavallo del bianco · f8 re del bianco · b7 torre del bianco · d7 torre del bianco · e7 pedone del nero · a6 torre del nero · c6 pedone del nero · e6 re del nero · d4 torre del nero · e4 alfiere del nero · f4 alfiere del bianco · c3 donna del bianco | e8 cavallo del bianco · f8 re del bianco · b7 torre del bianco · d7 torre del bianco · e7 pedone del nero · a6 torre del nero · c6 pedone del nero · e6 re del nero · d4 torre del nero · e4 alfiere del nero · f4 alfiere del bianco · c3 donna del bianco | e8 cavallo del bianco · f8 re del bianco · b7 torre del bianco · d7 torre del bianco · e7 pedone del nero · a6 torre del nero · c6 pedone del nero · e6 re del nero · d4 torre del nero · e4 alfiere del nero · f4 alfiere del bianco · c3 donna del bianco | e8 cavallo del bianco · f8 re del bianco · b7 torre del bianco · d7 torre del bianco · e7 pedone del nero · a6 torre del nero · c6 pedone del nero · e6 re del nero · d4 torre del nero · e4 alfiere del nero · f4 alfiere del bianco · c3 donna del bianco | e8 cavallo del bianco · f8 re del bianco · b7 torre del bianco · d7 torre del bianco · e7 pedone del nero · a6 torre del nero · c6 pedone del nero · e6 re del nero · d4 torre del nero · e4 alfiere del nero · f4 alfiere del bianco · c3 donna del bianco | e8 cavallo del bianco · f8 re del bianco · b7 torre del bianco · d7 torre del bianco · e7 pedone del nero · a6 torre del nero · c6 pedone del nero · e6 re del nero · d4 torre del nero · e4 alfiere del nero · f4 alfiere del bianco · c3 donna del bianco | e8 cavallo del bianco · f8 re del bianco · b7 torre del bianco · d7 torre del bianco · e7 pedone del nero · a6 torre del nero · c6 pedone del nero · e6 re del nero · d4 torre del nero · e4 alfiere del nero · f4 alfiere del bianco · c3 donna del bianco | e8 cavallo del bianco · f8 re del bianco · b7 torre del bianco · d7 torre del bianco · e7 pedone del nero · a6 torre del nero · c6 pedone del nero · e6 re del nero · d4 torre del nero · e4 alfiere del nero · f4 alfiere del bianco · c3 donna del bianco | 8 |
| 7 | e8 cavallo del bianco · f8 re del bianco · b7 torre del bianco · d7 torre del bianco · e7 pedone del nero · a6 torre del nero · c6 pedone del nero · e6 re del nero · d4 torre del nero · e4 alfiere del nero · f4 alfiere del bianco · c3 donna del bianco | e8 cavallo del bianco · f8 re del bianco · b7 torre del bianco · d7 torre del bianco · e7 pedone del nero · a6 torre del nero · c6 pedone del nero · e6 re del nero · d4 torre del nero · e4 alfiere del nero · f4 alfiere del bianco · c3 donna del bianco | e8 cavallo del bianco · f8 re del bianco · b7 torre del bianco · d7 torre del bianco · e7 pedone del nero · a6 torre del nero · c6 pedone del nero · e6 re del nero · d4 torre del nero · e4 alfiere del nero · f4 alfiere del bianco · c3 donna del bianco | e8 cavallo del bianco · f8 re del bianco · b7 torre del bianco · d7 torre del bianco · e7 pedone del nero · a6 torre del nero · c6 pedone del nero · e6 re del nero · d4 torre del nero · e4 alfiere del nero · f4 alfiere del bianco · c3 donna del bianco | e8 cavallo del bianco · f8 re del bianco · b7 torre del bianco · d7 torre del bianco · e7 pedone del nero · a6 torre del nero · c6 pedone del nero · e6 re del nero · d4 torre del nero · e4 alfiere del nero · f4 alfiere del bianco · c3 donna del bianco | e8 cavallo del bianco · f8 re del bianco · b7 torre del bianco · d7 torre del bianco · e7 pedone del nero · a6 torre del nero · c6 pedone del nero · e6 re del nero · d4 torre del nero · e4 alfiere del nero · f4 alfiere del bianco · c3 donna del bianco | e8 cavallo del bianco · f8 re del bianco · b7 torre del bianco · d7 torre del bianco · e7 pedone del nero · a6 torre del nero · c6 pedone del nero · e6 re del nero · d4 torre del nero · e4 alfiere del nero · f4 alfiere del bianco · c3 donna del bianco | e8 cavallo del bianco · f8 re del bianco · b7 torre del bianco · d7 torre del bianco · e7 pedone del nero · a6 torre del nero · c6 pedone del nero · e6 re del nero · d4 torre del nero · e4 alfiere del nero · f4 alfiere del bianco · c3 donna del bianco | 7 |
| 6 | e8 cavallo del bianco · f8 re del bianco · b7 torre del bianco · d7 torre del bianco · e7 pedone del nero · a6 torre del nero · c6 pedone del nero · e6 re del nero · d4 torre del nero · e4 alfiere del nero · f4 alfiere del bianco · c3 donna del bianco | e8 cavallo del bianco · f8 re del bianco · b7 torre del bianco · d7 torre del bianco · e7 pedone del nero · a6 torre del nero · c6 pedone del nero · e6 re del nero · d4 torre del nero · e4 alfiere del nero · f4 alfiere del bianco · c3 donna del bianco | e8 cavallo del bianco · f8 re del bianco · b7 torre del bianco · d7 torre del bianco · e7 pedone del nero · a6 torre del nero · c6 pedone del nero · e6 re del nero · d4 torre del nero · e4 alfiere del nero · f4 alfiere del bianco · c3 donna del bianco | e8 cavallo del bianco · f8 re del bianco · b7 torre del bianco · d7 torre del bianco · e7 pedone del nero · a6 torre del nero · c6 pedone del nero · e6 re del nero · d4 torre del nero · e4 alfiere del nero · f4 alfiere del bianco · c3 donna del bianco | e8 cavallo del bianco · f8 re del bianco · b7 torre del bianco · d7 torre del bianco · e7 pedone del nero · a6 torre del nero · c6 pedone del nero · e6 re del nero · d4 torre del nero · e4 alfiere del nero · f4 alfiere del bianco · c3 donna del bianco | e8 cavallo del bianco · f8 re del bianco · b7 torre del bianco · d7 torre del bianco · e7 pedone del nero · a6 torre del nero · c6 pedone del nero · e6 re del nero · d4 torre del nero · e4 alfiere del nero · f4 alfiere del bianco · c3 donna del bianco | e8 cavallo del bianco · f8 re del bianco · b7 torre del bianco · d7 torre del bianco · e7 pedone del nero · a6 torre del nero · c6 pedone del nero · e6 re del nero · d4 torre del nero · e4 alfiere del nero · f4 alfiere del bianco · c3 donna del bianco | e8 cavallo del bianco · f8 re del bianco · b7 torre del bianco · d7 torre del bianco · e7 pedone del nero · a6 torre del nero · c6 pedone del nero · e6 re del nero · d4 torre del nero · e4 alfiere del nero · f4 alfiere del bianco · c3 donna del bianco | 6 |
| 5 | e8 cavallo del bianco · f8 re del bianco · b7 torre del bianco · d7 torre del bianco · e7 pedone del nero · a6 torre del nero · c6 pedone del nero · e6 re del nero · d4 torre del nero · e4 alfiere del nero · f4 alfiere del bianco · c3 donna del bianco | e8 cavallo del bianco · f8 re del bianco · b7 torre del bianco · d7 torre del bianco · e7 pedone del nero · a6 torre del nero · c6 pedone del nero · e6 re del nero · d4 torre del nero · e4 alfiere del nero · f4 alfiere del bianco · c3 donna del bianco | e8 cavallo del bianco · f8 re del bianco · b7 torre del bianco · d7 torre del bianco · e7 pedone del nero · a6 torre del nero · c6 pedone del nero · e6 re del nero · d4 torre del nero · e4 alfiere del nero · f4 alfiere del bianco · c3 donna del bianco | e8 cavallo del bianco · f8 re del bianco · b7 torre del bianco · d7 torre del bianco · e7 pedone del nero · a6 torre del nero · c6 pedone del nero · e6 re del nero · d4 torre del nero · e4 alfiere del nero · f4 alfiere del bianco · c3 donna del bianco | e8 cavallo del bianco · f8 re del bianco · b7 torre del bianco · d7 torre del bianco · e7 pedone del nero · a6 torre del nero · c6 pedone del nero · e6 re del nero · d4 torre del nero · e4 alfiere del nero · f4 alfiere del bianco · c3 donna del bianco | e8 cavallo del bianco · f8 re del bianco · b7 torre del bianco · d7 torre del bianco · e7 pedone del nero · a6 torre del nero · c6 pedone del nero · e6 re del nero · d4 torre del nero · e4 alfiere del nero · f4 alfiere del bianco · c3 donna del bianco | e8 cavallo del bianco · f8 re del bianco · b7 torre del bianco · d7 torre del bianco · e7 pedone del nero · a6 torre del nero · c6 pedone del nero · e6 re del nero · d4 torre del nero · e4 alfiere del nero · f4 alfiere del bianco · c3 donna del bianco | e8 cavallo del bianco · f8 re del bianco · b7 torre del bianco · d7 torre del bianco · e7 pedone del nero · a6 torre del nero · c6 pedone del nero · e6 re del nero · d4 torre del nero · e4 alfiere del nero · f4 alfiere del bianco · c3 donna del bianco | 5 |
| 4 | e8 cavallo del bianco · f8 re del bianco · b7 torre del bianco · d7 torre del bianco · e7 pedone del nero · a6 torre del nero · c6 pedone del nero · e6 re del nero · d4 torre del nero · e4 alfiere del nero · f4 alfiere del bianco · c3 donna del bianco | e8 cavallo del bianco · f8 re del bianco · b7 torre del bianco · d7 torre del bianco · e7 pedone del nero · a6 torre del nero · c6 pedone del nero · e6 re del nero · d4 torre del nero · e4 alfiere del nero · f4 alfiere del bianco · c3 donna del bianco | e8 cavallo del bianco · f8 re del bianco · b7 torre del bianco · d7 torre del bianco · e7 pedone del nero · a6 torre del nero · c6 pedone del nero · e6 re del nero · d4 torre del nero · e4 alfiere del nero · f4 alfiere del bianco · c3 donna del bianco | e8 cavallo del bianco · f8 re del bianco · b7 torre del bianco · d7 torre del bianco · e7 pedone del nero · a6 torre del nero · c6 pedone del nero · e6 re del nero · d4 torre del nero · e4 alfiere del nero · f4 alfiere del bianco · c3 donna del bianco | e8 cavallo del bianco · f8 re del bianco · b7 torre del bianco · d7 torre del bianco · e7 pedone del nero · a6 torre del nero · c6 pedone del nero · e6 re del nero · d4 torre del nero · e4 alfiere del nero · f4 alfiere del bianco · c3 donna del bianco | e8 cavallo del bianco · f8 re del bianco · b7 torre del bianco · d7 torre del bianco · e7 pedone del nero · a6 torre del nero · c6 pedone del nero · e6 re del nero · d4 torre del nero · e4 alfiere del nero · f4 alfiere del bianco · c3 donna del bianco | e8 cavallo del bianco · f8 re del bianco · b7 torre del bianco · d7 torre del bianco · e7 pedone del nero · a6 torre del nero · c6 pedone del nero · e6 re del nero · d4 torre del nero · e4 alfiere del nero · f4 alfiere del bianco · c3 donna del bianco | e8 cavallo del bianco · f8 re del bianco · b7 torre del bianco · d7 torre del bianco · e7 pedone del nero · a6 torre del nero · c6 pedone del nero · e6 re del nero · d4 torre del nero · e4 alfiere del nero · f4 alfiere del bianco · c3 donna del bianco | 4 |
| 3 | e8 cavallo del bianco · f8 re del bianco · b7 torre del bianco · d7 torre del bianco · e7 pedone del nero · a6 torre del nero · c6 pedone del nero · e6 re del nero · d4 torre del nero · e4 alfiere del nero · f4 alfiere del bianco · c3 donna del bianco | e8 cavallo del bianco · f8 re del bianco · b7 torre del bianco · d7 torre del bianco · e7 pedone del nero · a6 torre del nero · c6 pedone del nero · e6 re del nero · d4 torre del nero · e4 alfiere del nero · f4 alfiere del bianco · c3 donna del bianco | e8 cavallo del bianco · f8 re del bianco · b7 torre del bianco · d7 torre del bianco · e7 pedone del nero · a6 torre del nero · c6 pedone del nero · e6 re del nero · d4 torre del nero · e4 alfiere del nero · f4 alfiere del bianco · c3 donna del bianco | e8 cavallo del bianco · f8 re del bianco · b7 torre del bianco · d7 torre del bianco · e7 pedone del nero · a6 torre del nero · c6 pedone del nero · e6 re del nero · d4 torre del nero · e4 alfiere del nero · f4 alfiere del bianco · c3 donna del bianco | e8 cavallo del bianco · f8 re del bianco · b7 torre del bianco · d7 torre del bianco · e7 pedone del nero · a6 torre del nero · c6 pedone del nero · e6 re del nero · d4 torre del nero · e4 alfiere del nero · f4 alfiere del bianco · c3 donna del bianco | e8 cavallo del bianco · f8 re del bianco · b7 torre del bianco · d7 torre del bianco · e7 pedone del nero · a6 torre del nero · c6 pedone del nero · e6 re del nero · d4 torre del nero · e4 alfiere del nero · f4 alfiere del bianco · c3 donna del bianco | e8 cavallo del bianco · f8 re del bianco · b7 torre del bianco · d7 torre del bianco · e7 pedone del nero · a6 torre del nero · c6 pedone del nero · e6 re del nero · d4 torre del nero · e4 alfiere del nero · f4 alfiere del bianco · c3 donna del bianco | e8 cavallo del bianco · f8 re del bianco · b7 torre del bianco · d7 torre del bianco · e7 pedone del nero · a6 torre del nero · c6 pedone del nero · e6 re del nero · d4 torre del nero · e4 alfiere del nero · f4 alfiere del bianco · c3 donna del bianco | 3 |
| 2 | e8 cavallo del bianco · f8 re del bianco · b7 torre del bianco · d7 torre del bianco · e7 pedone del nero · a6 torre del nero · c6 pedone del nero · e6 re del nero · d4 torre del nero · e4 alfiere del nero · f4 alfiere del bianco · c3 donna del bianco | e8 cavallo del bianco · f8 re del bianco · b7 torre del bianco · d7 torre del bianco · e7 pedone del nero · a6 torre del nero · c6 pedone del nero · e6 re del nero · d4 torre del nero · e4 alfiere del nero · f4 alfiere del bianco · c3 donna del bianco | e8 cavallo del bianco · f8 re del bianco · b7 torre del bianco · d7 torre del bianco · e7 pedone del nero · a6 torre del nero · c6 pedone del nero · e6 re del nero · d4 torre del nero · e4 alfiere del nero · f4 alfiere del bianco · c3 donna del bianco | e8 cavallo del bianco · f8 re del bianco · b7 torre del bianco · d7 torre del bianco · e7 pedone del nero · a6 torre del nero · c6 pedone del nero · e6 re del nero · d4 torre del nero · e4 alfiere del nero · f4 alfiere del bianco · c3 donna del bianco | e8 cavallo del bianco · f8 re del bianco · b7 torre del bianco · d7 torre del bianco · e7 pedone del nero · a6 torre del nero · c6 pedone del nero · e6 re del nero · d4 torre del nero · e4 alfiere del nero · f4 alfiere del bianco · c3 donna del bianco | e8 cavallo del bianco · f8 re del bianco · b7 torre del bianco · d7 torre del bianco · e7 pedone del nero · a6 torre del nero · c6 pedone del nero · e6 re del nero · d4 torre del nero · e4 alfiere del nero · f4 alfiere del bianco · c3 donna del bianco | e8 cavallo del bianco · f8 re del bianco · b7 torre del bianco · d7 torre del bianco · e7 pedone del nero · a6 torre del nero · c6 pedone del nero · e6 re del nero · d4 torre del nero · e4 alfiere del nero · f4 alfiere del bianco · c3 donna del bianco | e8 cavallo del bianco · f8 re del bianco · b7 torre del bianco · d7 torre del bianco · e7 pedone del nero · a6 torre del nero · c6 pedone del nero · e6 re del nero · d4 torre del nero · e4 alfiere del nero · f4 alfiere del bianco · c3 donna del bianco | 2 |
| 1 | e8 cavallo del bianco · f8 re del bianco · b7 torre del bianco · d7 torre del bianco · e7 pedone del nero · a6 torre del nero · c6 pedone del nero · e6 re del nero · d4 torre del nero · e4 alfiere del nero · f4 alfiere del bianco · c3 donna del bianco | e8 cavallo del bianco · f8 re del bianco · b7 torre del bianco · d7 torre del bianco · e7 pedone del nero · a6 torre del nero · c6 pedone del nero · e6 re del nero · d4 torre del nero · e4 alfiere del nero · f4 alfiere del bianco · c3 donna del bianco | e8 cavallo del bianco · f8 re del bianco · b7 torre del bianco · d7 torre del bianco · e7 pedone del nero · a6 torre del nero · c6 pedone del nero · e6 re del nero · d4 torre del nero · e4 alfiere del nero · f4 alfiere del bianco · c3 donna del bianco | e8 cavallo del bianco · f8 re del bianco · b7 torre del bianco · d7 torre del bianco · e7 pedone del nero · a6 torre del nero · c6 pedone del nero · e6 re del nero · d4 torre del nero · e4 alfiere del nero · f4 alfiere del bianco · c3 donna del bianco | e8 cavallo del bianco · f8 re del bianco · b7 torre del bianco · d7 torre del bianco · e7 pedone del nero · a6 torre del nero · c6 pedone del nero · e6 re del nero · d4 torre del nero · e4 alfiere del nero · f4 alfiere del bianco · c3 donna del bianco | e8 cavallo del bianco · f8 re del bianco · b7 torre del bianco · d7 torre del bianco · e7 pedone del nero · a6 torre del nero · c6 pedone del nero · e6 re del nero · d4 torre del nero · e4 alfiere del nero · f4 alfiere del bianco · c3 donna del bianco | e8 cavallo del bianco · f8 re del bianco · b7 torre del bianco · d7 torre del bianco · e7 pedone del nero · a6 torre del nero · c6 pedone del nero · e6 re del nero · d4 torre del nero · e4 alfiere del nero · f4 alfiere del bianco · c3 donna del bianco | e8 cavallo del bianco · f8 re del bianco · b7 torre del bianco · d7 torre del bianco · e7 pedone del nero · a6 torre del nero · c6 pedone del nero · e6 re del nero · d4 torre del nero · e4 alfiere del nero · f4 alfiere del bianco · c3 donna del bianco | 1 |
|   | a | b | c | d | e | f | g | h |   |

Soluzione:
1. Td5!  [2. Te5#]

1. ... Ta5 2. Dxc6# 

1. ... cxd5 2. Dc8# 

1. ... Rxd5 2. Cc7# 

1. ... Txd5 2. Cg7# 

|   | a | b | c | d | e | f | g | h |   |
| 8 | e7 torre del bianco · f6 pedone del nero · c5 cavallo del bianco · e5 donna del nero · h5 cavallo del bianco · a4 pedone del nero · d4 pedone del bianco · d3 pedone del bianco · e3 re del nero · f3 pedone del nero · h3 torre del bianco · b2 donna del bianco · b1 re del bianco · f1 alfiere del bianco · h1 alfiere del nero | e7 torre del bianco · f6 pedone del nero · c5 cavallo del bianco · e5 donna del nero · h5 cavallo del bianco · a4 pedone del nero · d4 pedone del bianco · d3 pedone del bianco · e3 re del nero · f3 pedone del nero · h3 torre del bianco · b2 donna del bianco · b1 re del bianco · f1 alfiere del bianco · h1 alfiere del nero | e7 torre del bianco · f6 pedone del nero · c5 cavallo del bianco · e5 donna del nero · h5 cavallo del bianco · a4 pedone del nero · d4 pedone del bianco · d3 pedone del bianco · e3 re del nero · f3 pedone del nero · h3 torre del bianco · b2 donna del bianco · b1 re del bianco · f1 alfiere del bianco · h1 alfiere del nero | e7 torre del bianco · f6 pedone del nero · c5 cavallo del bianco · e5 donna del nero · h5 cavallo del bianco · a4 pedone del nero · d4 pedone del bianco · d3 pedone del bianco · e3 re del nero · f3 pedone del nero · h3 torre del bianco · b2 donna del bianco · b1 re del bianco · f1 alfiere del bianco · h1 alfiere del nero | e7 torre del bianco · f6 pedone del nero · c5 cavallo del bianco · e5 donna del nero · h5 cavallo del bianco · a4 pedone del nero · d4 pedone del bianco · d3 pedone del bianco · e3 re del nero · f3 pedone del nero · h3 torre del bianco · b2 donna del bianco · b1 re del bianco · f1 alfiere del bianco · h1 alfiere del nero | e7 torre del bianco · f6 pedone del nero · c5 cavallo del bianco · e5 donna del nero · h5 cavallo del bianco · a4 pedone del nero · d4 pedone del bianco · d3 pedone del bianco · e3 re del nero · f3 pedone del nero · h3 torre del bianco · b2 donna del bianco · b1 re del bianco · f1 alfiere del bianco · h1 alfiere del nero | e7 torre del bianco · f6 pedone del nero · c5 cavallo del bianco · e5 donna del nero · h5 cavallo del bianco · a4 pedone del nero · d4 pedone del bianco · d3 pedone del bianco · e3 re del nero · f3 pedone del nero · h3 torre del bianco · b2 donna del bianco · b1 re del bianco · f1 alfiere del bianco · h1 alfiere del nero | e7 torre del bianco · f6 pedone del nero · c5 cavallo del bianco · e5 donna del nero · h5 cavallo del bianco · a4 pedone del nero · d4 pedone del bianco · d3 pedone del bianco · e3 re del nero · f3 pedone del nero · h3 torre del bianco · b2 donna del bianco · b1 re del bianco · f1 alfiere del bianco · h1 alfiere del nero | 8 |
| 7 | e7 torre del bianco · f6 pedone del nero · c5 cavallo del bianco · e5 donna del nero · h5 cavallo del bianco · a4 pedone del nero · d4 pedone del bianco · d3 pedone del bianco · e3 re del nero · f3 pedone del nero · h3 torre del bianco · b2 donna del bianco · b1 re del bianco · f1 alfiere del bianco · h1 alfiere del nero | e7 torre del bianco · f6 pedone del nero · c5 cavallo del bianco · e5 donna del nero · h5 cavallo del bianco · a4 pedone del nero · d4 pedone del bianco · d3 pedone del bianco · e3 re del nero · f3 pedone del nero · h3 torre del bianco · b2 donna del bianco · b1 re del bianco · f1 alfiere del bianco · h1 alfiere del nero | e7 torre del bianco · f6 pedone del nero · c5 cavallo del bianco · e5 donna del nero · h5 cavallo del bianco · a4 pedone del nero · d4 pedone del bianco · d3 pedone del bianco · e3 re del nero · f3 pedone del nero · h3 torre del bianco · b2 donna del bianco · b1 re del bianco · f1 alfiere del bianco · h1 alfiere del nero | e7 torre del bianco · f6 pedone del nero · c5 cavallo del bianco · e5 donna del nero · h5 cavallo del bianco · a4 pedone del nero · d4 pedone del bianco · d3 pedone del bianco · e3 re del nero · f3 pedone del nero · h3 torre del bianco · b2 donna del bianco · b1 re del bianco · f1 alfiere del bianco · h1 alfiere del nero | e7 torre del bianco · f6 pedone del nero · c5 cavallo del bianco · e5 donna del nero · h5 cavallo del bianco · a4 pedone del nero · d4 pedone del bianco · d3 pedone del bianco · e3 re del nero · f3 pedone del nero · h3 torre del bianco · b2 donna del bianco · b1 re del bianco · f1 alfiere del bianco · h1 alfiere del nero | e7 torre del bianco · f6 pedone del nero · c5 cavallo del bianco · e5 donna del nero · h5 cavallo del bianco · a4 pedone del nero · d4 pedone del bianco · d3 pedone del bianco · e3 re del nero · f3 pedone del nero · h3 torre del bianco · b2 donna del bianco · b1 re del bianco · f1 alfiere del bianco · h1 alfiere del nero | e7 torre del bianco · f6 pedone del nero · c5 cavallo del bianco · e5 donna del nero · h5 cavallo del bianco · a4 pedone del nero · d4 pedone del bianco · d3 pedone del bianco · e3 re del nero · f3 pedone del nero · h3 torre del bianco · b2 donna del bianco · b1 re del bianco · f1 alfiere del bianco · h1 alfiere del nero | e7 torre del bianco · f6 pedone del nero · c5 cavallo del bianco · e5 donna del nero · h5 cavallo del bianco · a4 pedone del nero · d4 pedone del bianco · d3 pedone del bianco · e3 re del nero · f3 pedone del nero · h3 torre del bianco · b2 donna del bianco · b1 re del bianco · f1 alfiere del bianco · h1 alfiere del nero | 7 |
| 6 | e7 torre del bianco · f6 pedone del nero · c5 cavallo del bianco · e5 donna del nero · h5 cavallo del bianco · a4 pedone del nero · d4 pedone del bianco · d3 pedone del bianco · e3 re del nero · f3 pedone del nero · h3 torre del bianco · b2 donna del bianco · b1 re del bianco · f1 alfiere del bianco · h1 alfiere del nero | e7 torre del bianco · f6 pedone del nero · c5 cavallo del bianco · e5 donna del nero · h5 cavallo del bianco · a4 pedone del nero · d4 pedone del bianco · d3 pedone del bianco · e3 re del nero · f3 pedone del nero · h3 torre del bianco · b2 donna del bianco · b1 re del bianco · f1 alfiere del bianco · h1 alfiere del nero | e7 torre del bianco · f6 pedone del nero · c5 cavallo del bianco · e5 donna del nero · h5 cavallo del bianco · a4 pedone del nero · d4 pedone del bianco · d3 pedone del bianco · e3 re del nero · f3 pedone del nero · h3 torre del bianco · b2 donna del bianco · b1 re del bianco · f1 alfiere del bianco · h1 alfiere del nero | e7 torre del bianco · f6 pedone del nero · c5 cavallo del bianco · e5 donna del nero · h5 cavallo del bianco · a4 pedone del nero · d4 pedone del bianco · d3 pedone del bianco · e3 re del nero · f3 pedone del nero · h3 torre del bianco · b2 donna del bianco · b1 re del bianco · f1 alfiere del bianco · h1 alfiere del nero | e7 torre del bianco · f6 pedone del nero · c5 cavallo del bianco · e5 donna del nero · h5 cavallo del bianco · a4 pedone del nero · d4 pedone del bianco · d3 pedone del bianco · e3 re del nero · f3 pedone del nero · h3 torre del bianco · b2 donna del bianco · b1 re del bianco · f1 alfiere del bianco · h1 alfiere del nero | e7 torre del bianco · f6 pedone del nero · c5 cavallo del bianco · e5 donna del nero · h5 cavallo del bianco · a4 pedone del nero · d4 pedone del bianco · d3 pedone del bianco · e3 re del nero · f3 pedone del nero · h3 torre del bianco · b2 donna del bianco · b1 re del bianco · f1 alfiere del bianco · h1 alfiere del nero | e7 torre del bianco · f6 pedone del nero · c5 cavallo del bianco · e5 donna del nero · h5 cavallo del bianco · a4 pedone del nero · d4 pedone del bianco · d3 pedone del bianco · e3 re del nero · f3 pedone del nero · h3 torre del bianco · b2 donna del bianco · b1 re del bianco · f1 alfiere del bianco · h1 alfiere del nero | e7 torre del bianco · f6 pedone del nero · c5 cavallo del bianco · e5 donna del nero · h5 cavallo del bianco · a4 pedone del nero · d4 pedone del bianco · d3 pedone del bianco · e3 re del nero · f3 pedone del nero · h3 torre del bianco · b2 donna del bianco · b1 re del bianco · f1 alfiere del bianco · h1 alfiere del nero | 6 |
| 5 | e7 torre del bianco · f6 pedone del nero · c5 cavallo del bianco · e5 donna del nero · h5 cavallo del bianco · a4 pedone del nero · d4 pedone del bianco · d3 pedone del bianco · e3 re del nero · f3 pedone del nero · h3 torre del bianco · b2 donna del bianco · b1 re del bianco · f1 alfiere del bianco · h1 alfiere del nero | e7 torre del bianco · f6 pedone del nero · c5 cavallo del bianco · e5 donna del nero · h5 cavallo del bianco · a4 pedone del nero · d4 pedone del bianco · d3 pedone del bianco · e3 re del nero · f3 pedone del nero · h3 torre del bianco · b2 donna del bianco · b1 re del bianco · f1 alfiere del bianco · h1 alfiere del nero | e7 torre del bianco · f6 pedone del nero · c5 cavallo del bianco · e5 donna del nero · h5 cavallo del bianco · a4 pedone del nero · d4 pedone del bianco · d3 pedone del bianco · e3 re del nero · f3 pedone del nero · h3 torre del bianco · b2 donna del bianco · b1 re del bianco · f1 alfiere del bianco · h1 alfiere del nero | e7 torre del bianco · f6 pedone del nero · c5 cavallo del bianco · e5 donna del nero · h5 cavallo del bianco · a4 pedone del nero · d4 pedone del bianco · d3 pedone del bianco · e3 re del nero · f3 pedone del nero · h3 torre del bianco · b2 donna del bianco · b1 re del bianco · f1 alfiere del bianco · h1 alfiere del nero | e7 torre del bianco · f6 pedone del nero · c5 cavallo del bianco · e5 donna del nero · h5 cavallo del bianco · a4 pedone del nero · d4 pedone del bianco · d3 pedone del bianco · e3 re del nero · f3 pedone del nero · h3 torre del bianco · b2 donna del bianco · b1 re del bianco · f1 alfiere del bianco · h1 alfiere del nero | e7 torre del bianco · f6 pedone del nero · c5 cavallo del bianco · e5 donna del nero · h5 cavallo del bianco · a4 pedone del nero · d4 pedone del bianco · d3 pedone del bianco · e3 re del nero · f3 pedone del nero · h3 torre del bianco · b2 donna del bianco · b1 re del bianco · f1 alfiere del bianco · h1 alfiere del nero | e7 torre del bianco · f6 pedone del nero · c5 cavallo del bianco · e5 donna del nero · h5 cavallo del bianco · a4 pedone del nero · d4 pedone del bianco · d3 pedone del bianco · e3 re del nero · f3 pedone del nero · h3 torre del bianco · b2 donna del bianco · b1 re del bianco · f1 alfiere del bianco · h1 alfiere del nero | e7 torre del bianco · f6 pedone del nero · c5 cavallo del bianco · e5 donna del nero · h5 cavallo del bianco · a4 pedone del nero · d4 pedone del bianco · d3 pedone del bianco · e3 re del nero · f3 pedone del nero · h3 torre del bianco · b2 donna del bianco · b1 re del bianco · f1 alfiere del bianco · h1 alfiere del nero | 5 |
| 4 | e7 torre del bianco · f6 pedone del nero · c5 cavallo del bianco · e5 donna del nero · h5 cavallo del bianco · a4 pedone del nero · d4 pedone del bianco · d3 pedone del bianco · e3 re del nero · f3 pedone del nero · h3 torre del bianco · b2 donna del bianco · b1 re del bianco · f1 alfiere del bianco · h1 alfiere del nero | e7 torre del bianco · f6 pedone del nero · c5 cavallo del bianco · e5 donna del nero · h5 cavallo del bianco · a4 pedone del nero · d4 pedone del bianco · d3 pedone del bianco · e3 re del nero · f3 pedone del nero · h3 torre del bianco · b2 donna del bianco · b1 re del bianco · f1 alfiere del bianco · h1 alfiere del nero | e7 torre del bianco · f6 pedone del nero · c5 cavallo del bianco · e5 donna del nero · h5 cavallo del bianco · a4 pedone del nero · d4 pedone del bianco · d3 pedone del bianco · e3 re del nero · f3 pedone del nero · h3 torre del bianco · b2 donna del bianco · b1 re del bianco · f1 alfiere del bianco · h1 alfiere del nero | e7 torre del bianco · f6 pedone del nero · c5 cavallo del bianco · e5 donna del nero · h5 cavallo del bianco · a4 pedone del nero · d4 pedone del bianco · d3 pedone del bianco · e3 re del nero · f3 pedone del nero · h3 torre del bianco · b2 donna del bianco · b1 re del bianco · f1 alfiere del bianco · h1 alfiere del nero | e7 torre del bianco · f6 pedone del nero · c5 cavallo del bianco · e5 donna del nero · h5 cavallo del bianco · a4 pedone del nero · d4 pedone del bianco · d3 pedone del bianco · e3 re del nero · f3 pedone del nero · h3 torre del bianco · b2 donna del bianco · b1 re del bianco · f1 alfiere del bianco · h1 alfiere del nero | e7 torre del bianco · f6 pedone del nero · c5 cavallo del bianco · e5 donna del nero · h5 cavallo del bianco · a4 pedone del nero · d4 pedone del bianco · d3 pedone del bianco · e3 re del nero · f3 pedone del nero · h3 torre del bianco · b2 donna del bianco · b1 re del bianco · f1 alfiere del bianco · h1 alfiere del nero | e7 torre del bianco · f6 pedone del nero · c5 cavallo del bianco · e5 donna del nero · h5 cavallo del bianco · a4 pedone del nero · d4 pedone del bianco · d3 pedone del bianco · e3 re del nero · f3 pedone del nero · h3 torre del bianco · b2 donna del bianco · b1 re del bianco · f1 alfiere del bianco · h1 alfiere del nero | e7 torre del bianco · f6 pedone del nero · c5 cavallo del bianco · e5 donna del nero · h5 cavallo del bianco · a4 pedone del nero · d4 pedone del bianco · d3 pedone del bianco · e3 re del nero · f3 pedone del nero · h3 torre del bianco · b2 donna del bianco · b1 re del bianco · f1 alfiere del bianco · h1 alfiere del nero | 4 |
| 3 | e7 torre del bianco · f6 pedone del nero · c5 cavallo del bianco · e5 donna del nero · h5 cavallo del bianco · a4 pedone del nero · d4 pedone del bianco · d3 pedone del bianco · e3 re del nero · f3 pedone del nero · h3 torre del bianco · b2 donna del bianco · b1 re del bianco · f1 alfiere del bianco · h1 alfiere del nero | e7 torre del bianco · f6 pedone del nero · c5 cavallo del bianco · e5 donna del nero · h5 cavallo del bianco · a4 pedone del nero · d4 pedone del bianco · d3 pedone del bianco · e3 re del nero · f3 pedone del nero · h3 torre del bianco · b2 donna del bianco · b1 re del bianco · f1 alfiere del bianco · h1 alfiere del nero | e7 torre del bianco · f6 pedone del nero · c5 cavallo del bianco · e5 donna del nero · h5 cavallo del bianco · a4 pedone del nero · d4 pedone del bianco · d3 pedone del bianco · e3 re del nero · f3 pedone del nero · h3 torre del bianco · b2 donna del bianco · b1 re del bianco · f1 alfiere del bianco · h1 alfiere del nero | e7 torre del bianco · f6 pedone del nero · c5 cavallo del bianco · e5 donna del nero · h5 cavallo del bianco · a4 pedone del nero · d4 pedone del bianco · d3 pedone del bianco · e3 re del nero · f3 pedone del nero · h3 torre del bianco · b2 donna del bianco · b1 re del bianco · f1 alfiere del bianco · h1 alfiere del nero | e7 torre del bianco · f6 pedone del nero · c5 cavallo del bianco · e5 donna del nero · h5 cavallo del bianco · a4 pedone del nero · d4 pedone del bianco · d3 pedone del bianco · e3 re del nero · f3 pedone del nero · h3 torre del bianco · b2 donna del bianco · b1 re del bianco · f1 alfiere del bianco · h1 alfiere del nero | e7 torre del bianco · f6 pedone del nero · c5 cavallo del bianco · e5 donna del nero · h5 cavallo del bianco · a4 pedone del nero · d4 pedone del bianco · d3 pedone del bianco · e3 re del nero · f3 pedone del nero · h3 torre del bianco · b2 donna del bianco · b1 re del bianco · f1 alfiere del bianco · h1 alfiere del nero | e7 torre del bianco · f6 pedone del nero · c5 cavallo del bianco · e5 donna del nero · h5 cavallo del bianco · a4 pedone del nero · d4 pedone del bianco · d3 pedone del bianco · e3 re del nero · f3 pedone del nero · h3 torre del bianco · b2 donna del bianco · b1 re del bianco · f1 alfiere del bianco · h1 alfiere del nero | e7 torre del bianco · f6 pedone del nero · c5 cavallo del bianco · e5 donna del nero · h5 cavallo del bianco · a4 pedone del nero · d4 pedone del bianco · d3 pedone del bianco · e3 re del nero · f3 pedone del nero · h3 torre del bianco · b2 donna del bianco · b1 re del bianco · f1 alfiere del bianco · h1 alfiere del nero | 3 |
| 2 | e7 torre del bianco · f6 pedone del nero · c5 cavallo del bianco · e5 donna del nero · h5 cavallo del bianco · a4 pedone del nero · d4 pedone del bianco · d3 pedone del bianco · e3 re del nero · f3 pedone del nero · h3 torre del bianco · b2 donna del bianco · b1 re del bianco · f1 alfiere del bianco · h1 alfiere del nero | e7 torre del bianco · f6 pedone del nero · c5 cavallo del bianco · e5 donna del nero · h5 cavallo del bianco · a4 pedone del nero · d4 pedone del bianco · d3 pedone del bianco · e3 re del nero · f3 pedone del nero · h3 torre del bianco · b2 donna del bianco · b1 re del bianco · f1 alfiere del bianco · h1 alfiere del nero | e7 torre del bianco · f6 pedone del nero · c5 cavallo del bianco · e5 donna del nero · h5 cavallo del bianco · a4 pedone del nero · d4 pedone del bianco · d3 pedone del bianco · e3 re del nero · f3 pedone del nero · h3 torre del bianco · b2 donna del bianco · b1 re del bianco · f1 alfiere del bianco · h1 alfiere del nero | e7 torre del bianco · f6 pedone del nero · c5 cavallo del bianco · e5 donna del nero · h5 cavallo del bianco · a4 pedone del nero · d4 pedone del bianco · d3 pedone del bianco · e3 re del nero · f3 pedone del nero · h3 torre del bianco · b2 donna del bianco · b1 re del bianco · f1 alfiere del bianco · h1 alfiere del nero | e7 torre del bianco · f6 pedone del nero · c5 cavallo del bianco · e5 donna del nero · h5 cavallo del bianco · a4 pedone del nero · d4 pedone del bianco · d3 pedone del bianco · e3 re del nero · f3 pedone del nero · h3 torre del bianco · b2 donna del bianco · b1 re del bianco · f1 alfiere del bianco · h1 alfiere del nero | e7 torre del bianco · f6 pedone del nero · c5 cavallo del bianco · e5 donna del nero · h5 cavallo del bianco · a4 pedone del nero · d4 pedone del bianco · d3 pedone del bianco · e3 re del nero · f3 pedone del nero · h3 torre del bianco · b2 donna del bianco · b1 re del bianco · f1 alfiere del bianco · h1 alfiere del nero | e7 torre del bianco · f6 pedone del nero · c5 cavallo del bianco · e5 donna del nero · h5 cavallo del bianco · a4 pedone del nero · d4 pedone del bianco · d3 pedone del bianco · e3 re del nero · f3 pedone del nero · h3 torre del bianco · b2 donna del bianco · b1 re del bianco · f1 alfiere del bianco · h1 alfiere del nero | e7 torre del bianco · f6 pedone del nero · c5 cavallo del bianco · e5 donna del nero · h5 cavallo del bianco · a4 pedone del nero · d4 pedone del bianco · d3 pedone del bianco · e3 re del nero · f3 pedone del nero · h3 torre del bianco · b2 donna del bianco · b1 re del bianco · f1 alfiere del bianco · h1 alfiere del nero | 2 |
| 1 | e7 torre del bianco · f6 pedone del nero · c5 cavallo del bianco · e5 donna del nero · h5 cavallo del bianco · a4 pedone del nero · d4 pedone del bianco · d3 pedone del bianco · e3 re del nero · f3 pedone del nero · h3 torre del bianco · b2 donna del bianco · b1 re del bianco · f1 alfiere del bianco · h1 alfiere del nero | e7 torre del bianco · f6 pedone del nero · c5 cavallo del bianco · e5 donna del nero · h5 cavallo del bianco · a4 pedone del nero · d4 pedone del bianco · d3 pedone del bianco · e3 re del nero · f3 pedone del nero · h3 torre del bianco · b2 donna del bianco · b1 re del bianco · f1 alfiere del bianco · h1 alfiere del nero | e7 torre del bianco · f6 pedone del nero · c5 cavallo del bianco · e5 donna del nero · h5 cavallo del bianco · a4 pedone del nero · d4 pedone del bianco · d3 pedone del bianco · e3 re del nero · f3 pedone del nero · h3 torre del bianco · b2 donna del bianco · b1 re del bianco · f1 alfiere del bianco · h1 alfiere del nero | e7 torre del bianco · f6 pedone del nero · c5 cavallo del bianco · e5 donna del nero · h5 cavallo del bianco · a4 pedone del nero · d4 pedone del bianco · d3 pedone del bianco · e3 re del nero · f3 pedone del nero · h3 torre del bianco · b2 donna del bianco · b1 re del bianco · f1 alfiere del bianco · h1 alfiere del nero | e7 torre del bianco · f6 pedone del nero · c5 cavallo del bianco · e5 donna del nero · h5 cavallo del bianco · a4 pedone del nero · d4 pedone del bianco · d3 pedone del bianco · e3 re del nero · f3 pedone del nero · h3 torre del bianco · b2 donna del bianco · b1 re del bianco · f1 alfiere del bianco · h1 alfiere del nero | e7 torre del bianco · f6 pedone del nero · c5 cavallo del bianco · e5 donna del nero · h5 cavallo del bianco · a4 pedone del nero · d4 pedone del bianco · d3 pedone del bianco · e3 re del nero · f3 pedone del nero · h3 torre del bianco · b2 donna del bianco · b1 re del bianco · f1 alfiere del bianco · h1 alfiere del nero | e7 torre del bianco · f6 pedone del nero · c5 cavallo del bianco · e5 donna del nero · h5 cavallo del bianco · a4 pedone del nero · d4 pedone del bianco · d3 pedone del bianco · e3 re del nero · f3 pedone del nero · h3 torre del bianco · b2 donna del bianco · b1 re del bianco · f1 alfiere del bianco · h1 alfiere del nero | e7 torre del bianco · f6 pedone del nero · c5 cavallo del bianco · e5 donna del nero · h5 cavallo del bianco · a4 pedone del nero · d4 pedone del bianco · d3 pedone del bianco · e3 re del nero · f3 pedone del nero · h3 torre del bianco · b2 donna del bianco · b1 re del bianco · f1 alfiere del bianco · h1 alfiere del nero | 1 |
|   | a | b | c | d | e | f | g | h |   |

Soluzione:
1. Ce6!  [2. De2#] 
 
1... Dg3/h2  2. Cf4# 

1... Db8  2. Cc7# 

|   | a | b | c | d | e | f | g | h |   |
| 8 | a8 alfiere del bianco · c8 torre del bianco · e8 re del bianco · e7 donna del bianco · g7 pedone del nero · b6 pedone del bianco · d6 pedone del nero · a5 cavallo del bianco · c5 pedone del bianco · d5 pedone del bianco · f5 pedone del nero · a4 pedone del bianco · d4 re del nero · h4 alfiere del bianco · a3 torre del bianco · d3 pedone del nero · e3 pedone del nero · b2 pedone del nero · g2 alfiere del nero · c1 torre del nero · d1 torre del nero · e1 cavallo del bianco | a8 alfiere del bianco · c8 torre del bianco · e8 re del bianco · e7 donna del bianco · g7 pedone del nero · b6 pedone del bianco · d6 pedone del nero · a5 cavallo del bianco · c5 pedone del bianco · d5 pedone del bianco · f5 pedone del nero · a4 pedone del bianco · d4 re del nero · h4 alfiere del bianco · a3 torre del bianco · d3 pedone del nero · e3 pedone del nero · b2 pedone del nero · g2 alfiere del nero · c1 torre del nero · d1 torre del nero · e1 cavallo del bianco | a8 alfiere del bianco · c8 torre del bianco · e8 re del bianco · e7 donna del bianco · g7 pedone del nero · b6 pedone del bianco · d6 pedone del nero · a5 cavallo del bianco · c5 pedone del bianco · d5 pedone del bianco · f5 pedone del nero · a4 pedone del bianco · d4 re del nero · h4 alfiere del bianco · a3 torre del bianco · d3 pedone del nero · e3 pedone del nero · b2 pedone del nero · g2 alfiere del nero · c1 torre del nero · d1 torre del nero · e1 cavallo del bianco | a8 alfiere del bianco · c8 torre del bianco · e8 re del bianco · e7 donna del bianco · g7 pedone del nero · b6 pedone del bianco · d6 pedone del nero · a5 cavallo del bianco · c5 pedone del bianco · d5 pedone del bianco · f5 pedone del nero · a4 pedone del bianco · d4 re del nero · h4 alfiere del bianco · a3 torre del bianco · d3 pedone del nero · e3 pedone del nero · b2 pedone del nero · g2 alfiere del nero · c1 torre del nero · d1 torre del nero · e1 cavallo del bianco | a8 alfiere del bianco · c8 torre del bianco · e8 re del bianco · e7 donna del bianco · g7 pedone del nero · b6 pedone del bianco · d6 pedone del nero · a5 cavallo del bianco · c5 pedone del bianco · d5 pedone del bianco · f5 pedone del nero · a4 pedone del bianco · d4 re del nero · h4 alfiere del bianco · a3 torre del bianco · d3 pedone del nero · e3 pedone del nero · b2 pedone del nero · g2 alfiere del nero · c1 torre del nero · d1 torre del nero · e1 cavallo del bianco | a8 alfiere del bianco · c8 torre del bianco · e8 re del bianco · e7 donna del bianco · g7 pedone del nero · b6 pedone del bianco · d6 pedone del nero · a5 cavallo del bianco · c5 pedone del bianco · d5 pedone del bianco · f5 pedone del nero · a4 pedone del bianco · d4 re del nero · h4 alfiere del bianco · a3 torre del bianco · d3 pedone del nero · e3 pedone del nero · b2 pedone del nero · g2 alfiere del nero · c1 torre del nero · d1 torre del nero · e1 cavallo del bianco | a8 alfiere del bianco · c8 torre del bianco · e8 re del bianco · e7 donna del bianco · g7 pedone del nero · b6 pedone del bianco · d6 pedone del nero · a5 cavallo del bianco · c5 pedone del bianco · d5 pedone del bianco · f5 pedone del nero · a4 pedone del bianco · d4 re del nero · h4 alfiere del bianco · a3 torre del bianco · d3 pedone del nero · e3 pedone del nero · b2 pedone del nero · g2 alfiere del nero · c1 torre del nero · d1 torre del nero · e1 cavallo del bianco | a8 alfiere del bianco · c8 torre del bianco · e8 re del bianco · e7 donna del bianco · g7 pedone del nero · b6 pedone del bianco · d6 pedone del nero · a5 cavallo del bianco · c5 pedone del bianco · d5 pedone del bianco · f5 pedone del nero · a4 pedone del bianco · d4 re del nero · h4 alfiere del bianco · a3 torre del bianco · d3 pedone del nero · e3 pedone del nero · b2 pedone del nero · g2 alfiere del nero · c1 torre del nero · d1 torre del nero · e1 cavallo del bianco | 8 |
| 7 | a8 alfiere del bianco · c8 torre del bianco · e8 re del bianco · e7 donna del bianco · g7 pedone del nero · b6 pedone del bianco · d6 pedone del nero · a5 cavallo del bianco · c5 pedone del bianco · d5 pedone del bianco · f5 pedone del nero · a4 pedone del bianco · d4 re del nero · h4 alfiere del bianco · a3 torre del bianco · d3 pedone del nero · e3 pedone del nero · b2 pedone del nero · g2 alfiere del nero · c1 torre del nero · d1 torre del nero · e1 cavallo del bianco | a8 alfiere del bianco · c8 torre del bianco · e8 re del bianco · e7 donna del bianco · g7 pedone del nero · b6 pedone del bianco · d6 pedone del nero · a5 cavallo del bianco · c5 pedone del bianco · d5 pedone del bianco · f5 pedone del nero · a4 pedone del bianco · d4 re del nero · h4 alfiere del bianco · a3 torre del bianco · d3 pedone del nero · e3 pedone del nero · b2 pedone del nero · g2 alfiere del nero · c1 torre del nero · d1 torre del nero · e1 cavallo del bianco | a8 alfiere del bianco · c8 torre del bianco · e8 re del bianco · e7 donna del bianco · g7 pedone del nero · b6 pedone del bianco · d6 pedone del nero · a5 cavallo del bianco · c5 pedone del bianco · d5 pedone del bianco · f5 pedone del nero · a4 pedone del bianco · d4 re del nero · h4 alfiere del bianco · a3 torre del bianco · d3 pedone del nero · e3 pedone del nero · b2 pedone del nero · g2 alfiere del nero · c1 torre del nero · d1 torre del nero · e1 cavallo del bianco | a8 alfiere del bianco · c8 torre del bianco · e8 re del bianco · e7 donna del bianco · g7 pedone del nero · b6 pedone del bianco · d6 pedone del nero · a5 cavallo del bianco · c5 pedone del bianco · d5 pedone del bianco · f5 pedone del nero · a4 pedone del bianco · d4 re del nero · h4 alfiere del bianco · a3 torre del bianco · d3 pedone del nero · e3 pedone del nero · b2 pedone del nero · g2 alfiere del nero · c1 torre del nero · d1 torre del nero · e1 cavallo del bianco | a8 alfiere del bianco · c8 torre del bianco · e8 re del bianco · e7 donna del bianco · g7 pedone del nero · b6 pedone del bianco · d6 pedone del nero · a5 cavallo del bianco · c5 pedone del bianco · d5 pedone del bianco · f5 pedone del nero · a4 pedone del bianco · d4 re del nero · h4 alfiere del bianco · a3 torre del bianco · d3 pedone del nero · e3 pedone del nero · b2 pedone del nero · g2 alfiere del nero · c1 torre del nero · d1 torre del nero · e1 cavallo del bianco | a8 alfiere del bianco · c8 torre del bianco · e8 re del bianco · e7 donna del bianco · g7 pedone del nero · b6 pedone del bianco · d6 pedone del nero · a5 cavallo del bianco · c5 pedone del bianco · d5 pedone del bianco · f5 pedone del nero · a4 pedone del bianco · d4 re del nero · h4 alfiere del bianco · a3 torre del bianco · d3 pedone del nero · e3 pedone del nero · b2 pedone del nero · g2 alfiere del nero · c1 torre del nero · d1 torre del nero · e1 cavallo del bianco | a8 alfiere del bianco · c8 torre del bianco · e8 re del bianco · e7 donna del bianco · g7 pedone del nero · b6 pedone del bianco · d6 pedone del nero · a5 cavallo del bianco · c5 pedone del bianco · d5 pedone del bianco · f5 pedone del nero · a4 pedone del bianco · d4 re del nero · h4 alfiere del bianco · a3 torre del bianco · d3 pedone del nero · e3 pedone del nero · b2 pedone del nero · g2 alfiere del nero · c1 torre del nero · d1 torre del nero · e1 cavallo del bianco | a8 alfiere del bianco · c8 torre del bianco · e8 re del bianco · e7 donna del bianco · g7 pedone del nero · b6 pedone del bianco · d6 pedone del nero · a5 cavallo del bianco · c5 pedone del bianco · d5 pedone del bianco · f5 pedone del nero · a4 pedone del bianco · d4 re del nero · h4 alfiere del bianco · a3 torre del bianco · d3 pedone del nero · e3 pedone del nero · b2 pedone del nero · g2 alfiere del nero · c1 torre del nero · d1 torre del nero · e1 cavallo del bianco | 7 |
| 6 | a8 alfiere del bianco · c8 torre del bianco · e8 re del bianco · e7 donna del bianco · g7 pedone del nero · b6 pedone del bianco · d6 pedone del nero · a5 cavallo del bianco · c5 pedone del bianco · d5 pedone del bianco · f5 pedone del nero · a4 pedone del bianco · d4 re del nero · h4 alfiere del bianco · a3 torre del bianco · d3 pedone del nero · e3 pedone del nero · b2 pedone del nero · g2 alfiere del nero · c1 torre del nero · d1 torre del nero · e1 cavallo del bianco | a8 alfiere del bianco · c8 torre del bianco · e8 re del bianco · e7 donna del bianco · g7 pedone del nero · b6 pedone del bianco · d6 pedone del nero · a5 cavallo del bianco · c5 pedone del bianco · d5 pedone del bianco · f5 pedone del nero · a4 pedone del bianco · d4 re del nero · h4 alfiere del bianco · a3 torre del bianco · d3 pedone del nero · e3 pedone del nero · b2 pedone del nero · g2 alfiere del nero · c1 torre del nero · d1 torre del nero · e1 cavallo del bianco | a8 alfiere del bianco · c8 torre del bianco · e8 re del bianco · e7 donna del bianco · g7 pedone del nero · b6 pedone del bianco · d6 pedone del nero · a5 cavallo del bianco · c5 pedone del bianco · d5 pedone del bianco · f5 pedone del nero · a4 pedone del bianco · d4 re del nero · h4 alfiere del bianco · a3 torre del bianco · d3 pedone del nero · e3 pedone del nero · b2 pedone del nero · g2 alfiere del nero · c1 torre del nero · d1 torre del nero · e1 cavallo del bianco | a8 alfiere del bianco · c8 torre del bianco · e8 re del bianco · e7 donna del bianco · g7 pedone del nero · b6 pedone del bianco · d6 pedone del nero · a5 cavallo del bianco · c5 pedone del bianco · d5 pedone del bianco · f5 pedone del nero · a4 pedone del bianco · d4 re del nero · h4 alfiere del bianco · a3 torre del bianco · d3 pedone del nero · e3 pedone del nero · b2 pedone del nero · g2 alfiere del nero · c1 torre del nero · d1 torre del nero · e1 cavallo del bianco | a8 alfiere del bianco · c8 torre del bianco · e8 re del bianco · e7 donna del bianco · g7 pedone del nero · b6 pedone del bianco · d6 pedone del nero · a5 cavallo del bianco · c5 pedone del bianco · d5 pedone del bianco · f5 pedone del nero · a4 pedone del bianco · d4 re del nero · h4 alfiere del bianco · a3 torre del bianco · d3 pedone del nero · e3 pedone del nero · b2 pedone del nero · g2 alfiere del nero · c1 torre del nero · d1 torre del nero · e1 cavallo del bianco | a8 alfiere del bianco · c8 torre del bianco · e8 re del bianco · e7 donna del bianco · g7 pedone del nero · b6 pedone del bianco · d6 pedone del nero · a5 cavallo del bianco · c5 pedone del bianco · d5 pedone del bianco · f5 pedone del nero · a4 pedone del bianco · d4 re del nero · h4 alfiere del bianco · a3 torre del bianco · d3 pedone del nero · e3 pedone del nero · b2 pedone del nero · g2 alfiere del nero · c1 torre del nero · d1 torre del nero · e1 cavallo del bianco | a8 alfiere del bianco · c8 torre del bianco · e8 re del bianco · e7 donna del bianco · g7 pedone del nero · b6 pedone del bianco · d6 pedone del nero · a5 cavallo del bianco · c5 pedone del bianco · d5 pedone del bianco · f5 pedone del nero · a4 pedone del bianco · d4 re del nero · h4 alfiere del bianco · a3 torre del bianco · d3 pedone del nero · e3 pedone del nero · b2 pedone del nero · g2 alfiere del nero · c1 torre del nero · d1 torre del nero · e1 cavallo del bianco | a8 alfiere del bianco · c8 torre del bianco · e8 re del bianco · e7 donna del bianco · g7 pedone del nero · b6 pedone del bianco · d6 pedone del nero · a5 cavallo del bianco · c5 pedone del bianco · d5 pedone del bianco · f5 pedone del nero · a4 pedone del bianco · d4 re del nero · h4 alfiere del bianco · a3 torre del bianco · d3 pedone del nero · e3 pedone del nero · b2 pedone del nero · g2 alfiere del nero · c1 torre del nero · d1 torre del nero · e1 cavallo del bianco | 6 |
| 5 | a8 alfiere del bianco · c8 torre del bianco · e8 re del bianco · e7 donna del bianco · g7 pedone del nero · b6 pedone del bianco · d6 pedone del nero · a5 cavallo del bianco · c5 pedone del bianco · d5 pedone del bianco · f5 pedone del nero · a4 pedone del bianco · d4 re del nero · h4 alfiere del bianco · a3 torre del bianco · d3 pedone del nero · e3 pedone del nero · b2 pedone del nero · g2 alfiere del nero · c1 torre del nero · d1 torre del nero · e1 cavallo del bianco | a8 alfiere del bianco · c8 torre del bianco · e8 re del bianco · e7 donna del bianco · g7 pedone del nero · b6 pedone del bianco · d6 pedone del nero · a5 cavallo del bianco · c5 pedone del bianco · d5 pedone del bianco · f5 pedone del nero · a4 pedone del bianco · d4 re del nero · h4 alfiere del bianco · a3 torre del bianco · d3 pedone del nero · e3 pedone del nero · b2 pedone del nero · g2 alfiere del nero · c1 torre del nero · d1 torre del nero · e1 cavallo del bianco | a8 alfiere del bianco · c8 torre del bianco · e8 re del bianco · e7 donna del bianco · g7 pedone del nero · b6 pedone del bianco · d6 pedone del nero · a5 cavallo del bianco · c5 pedone del bianco · d5 pedone del bianco · f5 pedone del nero · a4 pedone del bianco · d4 re del nero · h4 alfiere del bianco · a3 torre del bianco · d3 pedone del nero · e3 pedone del nero · b2 pedone del nero · g2 alfiere del nero · c1 torre del nero · d1 torre del nero · e1 cavallo del bianco | a8 alfiere del bianco · c8 torre del bianco · e8 re del bianco · e7 donna del bianco · g7 pedone del nero · b6 pedone del bianco · d6 pedone del nero · a5 cavallo del bianco · c5 pedone del bianco · d5 pedone del bianco · f5 pedone del nero · a4 pedone del bianco · d4 re del nero · h4 alfiere del bianco · a3 torre del bianco · d3 pedone del nero · e3 pedone del nero · b2 pedone del nero · g2 alfiere del nero · c1 torre del nero · d1 torre del nero · e1 cavallo del bianco | a8 alfiere del bianco · c8 torre del bianco · e8 re del bianco · e7 donna del bianco · g7 pedone del nero · b6 pedone del bianco · d6 pedone del nero · a5 cavallo del bianco · c5 pedone del bianco · d5 pedone del bianco · f5 pedone del nero · a4 pedone del bianco · d4 re del nero · h4 alfiere del bianco · a3 torre del bianco · d3 pedone del nero · e3 pedone del nero · b2 pedone del nero · g2 alfiere del nero · c1 torre del nero · d1 torre del nero · e1 cavallo del bianco | a8 alfiere del bianco · c8 torre del bianco · e8 re del bianco · e7 donna del bianco · g7 pedone del nero · b6 pedone del bianco · d6 pedone del nero · a5 cavallo del bianco · c5 pedone del bianco · d5 pedone del bianco · f5 pedone del nero · a4 pedone del bianco · d4 re del nero · h4 alfiere del bianco · a3 torre del bianco · d3 pedone del nero · e3 pedone del nero · b2 pedone del nero · g2 alfiere del nero · c1 torre del nero · d1 torre del nero · e1 cavallo del bianco | a8 alfiere del bianco · c8 torre del bianco · e8 re del bianco · e7 donna del bianco · g7 pedone del nero · b6 pedone del bianco · d6 pedone del nero · a5 cavallo del bianco · c5 pedone del bianco · d5 pedone del bianco · f5 pedone del nero · a4 pedone del bianco · d4 re del nero · h4 alfiere del bianco · a3 torre del bianco · d3 pedone del nero · e3 pedone del nero · b2 pedone del nero · g2 alfiere del nero · c1 torre del nero · d1 torre del nero · e1 cavallo del bianco | a8 alfiere del bianco · c8 torre del bianco · e8 re del bianco · e7 donna del bianco · g7 pedone del nero · b6 pedone del bianco · d6 pedone del nero · a5 cavallo del bianco · c5 pedone del bianco · d5 pedone del bianco · f5 pedone del nero · a4 pedone del bianco · d4 re del nero · h4 alfiere del bianco · a3 torre del bianco · d3 pedone del nero · e3 pedone del nero · b2 pedone del nero · g2 alfiere del nero · c1 torre del nero · d1 torre del nero · e1 cavallo del bianco | 5 |
| 4 | a8 alfiere del bianco · c8 torre del bianco · e8 re del bianco · e7 donna del bianco · g7 pedone del nero · b6 pedone del bianco · d6 pedone del nero · a5 cavallo del bianco · c5 pedone del bianco · d5 pedone del bianco · f5 pedone del nero · a4 pedone del bianco · d4 re del nero · h4 alfiere del bianco · a3 torre del bianco · d3 pedone del nero · e3 pedone del nero · b2 pedone del nero · g2 alfiere del nero · c1 torre del nero · d1 torre del nero · e1 cavallo del bianco | a8 alfiere del bianco · c8 torre del bianco · e8 re del bianco · e7 donna del bianco · g7 pedone del nero · b6 pedone del bianco · d6 pedone del nero · a5 cavallo del bianco · c5 pedone del bianco · d5 pedone del bianco · f5 pedone del nero · a4 pedone del bianco · d4 re del nero · h4 alfiere del bianco · a3 torre del bianco · d3 pedone del nero · e3 pedone del nero · b2 pedone del nero · g2 alfiere del nero · c1 torre del nero · d1 torre del nero · e1 cavallo del bianco | a8 alfiere del bianco · c8 torre del bianco · e8 re del bianco · e7 donna del bianco · g7 pedone del nero · b6 pedone del bianco · d6 pedone del nero · a5 cavallo del bianco · c5 pedone del bianco · d5 pedone del bianco · f5 pedone del nero · a4 pedone del bianco · d4 re del nero · h4 alfiere del bianco · a3 torre del bianco · d3 pedone del nero · e3 pedone del nero · b2 pedone del nero · g2 alfiere del nero · c1 torre del nero · d1 torre del nero · e1 cavallo del bianco | a8 alfiere del bianco · c8 torre del bianco · e8 re del bianco · e7 donna del bianco · g7 pedone del nero · b6 pedone del bianco · d6 pedone del nero · a5 cavallo del bianco · c5 pedone del bianco · d5 pedone del bianco · f5 pedone del nero · a4 pedone del bianco · d4 re del nero · h4 alfiere del bianco · a3 torre del bianco · d3 pedone del nero · e3 pedone del nero · b2 pedone del nero · g2 alfiere del nero · c1 torre del nero · d1 torre del nero · e1 cavallo del bianco | a8 alfiere del bianco · c8 torre del bianco · e8 re del bianco · e7 donna del bianco · g7 pedone del nero · b6 pedone del bianco · d6 pedone del nero · a5 cavallo del bianco · c5 pedone del bianco · d5 pedone del bianco · f5 pedone del nero · a4 pedone del bianco · d4 re del nero · h4 alfiere del bianco · a3 torre del bianco · d3 pedone del nero · e3 pedone del nero · b2 pedone del nero · g2 alfiere del nero · c1 torre del nero · d1 torre del nero · e1 cavallo del bianco | a8 alfiere del bianco · c8 torre del bianco · e8 re del bianco · e7 donna del bianco · g7 pedone del nero · b6 pedone del bianco · d6 pedone del nero · a5 cavallo del bianco · c5 pedone del bianco · d5 pedone del bianco · f5 pedone del nero · a4 pedone del bianco · d4 re del nero · h4 alfiere del bianco · a3 torre del bianco · d3 pedone del nero · e3 pedone del nero · b2 pedone del nero · g2 alfiere del nero · c1 torre del nero · d1 torre del nero · e1 cavallo del bianco | a8 alfiere del bianco · c8 torre del bianco · e8 re del bianco · e7 donna del bianco · g7 pedone del nero · b6 pedone del bianco · d6 pedone del nero · a5 cavallo del bianco · c5 pedone del bianco · d5 pedone del bianco · f5 pedone del nero · a4 pedone del bianco · d4 re del nero · h4 alfiere del bianco · a3 torre del bianco · d3 pedone del nero · e3 pedone del nero · b2 pedone del nero · g2 alfiere del nero · c1 torre del nero · d1 torre del nero · e1 cavallo del bianco | a8 alfiere del bianco · c8 torre del bianco · e8 re del bianco · e7 donna del bianco · g7 pedone del nero · b6 pedone del bianco · d6 pedone del nero · a5 cavallo del bianco · c5 pedone del bianco · d5 pedone del bianco · f5 pedone del nero · a4 pedone del bianco · d4 re del nero · h4 alfiere del bianco · a3 torre del bianco · d3 pedone del nero · e3 pedone del nero · b2 pedone del nero · g2 alfiere del nero · c1 torre del nero · d1 torre del nero · e1 cavallo del bianco | 4 |
| 3 | a8 alfiere del bianco · c8 torre del bianco · e8 re del bianco · e7 donna del bianco · g7 pedone del nero · b6 pedone del bianco · d6 pedone del nero · a5 cavallo del bianco · c5 pedone del bianco · d5 pedone del bianco · f5 pedone del nero · a4 pedone del bianco · d4 re del nero · h4 alfiere del bianco · a3 torre del bianco · d3 pedone del nero · e3 pedone del nero · b2 pedone del nero · g2 alfiere del nero · c1 torre del nero · d1 torre del nero · e1 cavallo del bianco | a8 alfiere del bianco · c8 torre del bianco · e8 re del bianco · e7 donna del bianco · g7 pedone del nero · b6 pedone del bianco · d6 pedone del nero · a5 cavallo del bianco · c5 pedone del bianco · d5 pedone del bianco · f5 pedone del nero · a4 pedone del bianco · d4 re del nero · h4 alfiere del bianco · a3 torre del bianco · d3 pedone del nero · e3 pedone del nero · b2 pedone del nero · g2 alfiere del nero · c1 torre del nero · d1 torre del nero · e1 cavallo del bianco | a8 alfiere del bianco · c8 torre del bianco · e8 re del bianco · e7 donna del bianco · g7 pedone del nero · b6 pedone del bianco · d6 pedone del nero · a5 cavallo del bianco · c5 pedone del bianco · d5 pedone del bianco · f5 pedone del nero · a4 pedone del bianco · d4 re del nero · h4 alfiere del bianco · a3 torre del bianco · d3 pedone del nero · e3 pedone del nero · b2 pedone del nero · g2 alfiere del nero · c1 torre del nero · d1 torre del nero · e1 cavallo del bianco | a8 alfiere del bianco · c8 torre del bianco · e8 re del bianco · e7 donna del bianco · g7 pedone del nero · b6 pedone del bianco · d6 pedone del nero · a5 cavallo del bianco · c5 pedone del bianco · d5 pedone del bianco · f5 pedone del nero · a4 pedone del bianco · d4 re del nero · h4 alfiere del bianco · a3 torre del bianco · d3 pedone del nero · e3 pedone del nero · b2 pedone del nero · g2 alfiere del nero · c1 torre del nero · d1 torre del nero · e1 cavallo del bianco | a8 alfiere del bianco · c8 torre del bianco · e8 re del bianco · e7 donna del bianco · g7 pedone del nero · b6 pedone del bianco · d6 pedone del nero · a5 cavallo del bianco · c5 pedone del bianco · d5 pedone del bianco · f5 pedone del nero · a4 pedone del bianco · d4 re del nero · h4 alfiere del bianco · a3 torre del bianco · d3 pedone del nero · e3 pedone del nero · b2 pedone del nero · g2 alfiere del nero · c1 torre del nero · d1 torre del nero · e1 cavallo del bianco | a8 alfiere del bianco · c8 torre del bianco · e8 re del bianco · e7 donna del bianco · g7 pedone del nero · b6 pedone del bianco · d6 pedone del nero · a5 cavallo del bianco · c5 pedone del bianco · d5 pedone del bianco · f5 pedone del nero · a4 pedone del bianco · d4 re del nero · h4 alfiere del bianco · a3 torre del bianco · d3 pedone del nero · e3 pedone del nero · b2 pedone del nero · g2 alfiere del nero · c1 torre del nero · d1 torre del nero · e1 cavallo del bianco | a8 alfiere del bianco · c8 torre del bianco · e8 re del bianco · e7 donna del bianco · g7 pedone del nero · b6 pedone del bianco · d6 pedone del nero · a5 cavallo del bianco · c5 pedone del bianco · d5 pedone del bianco · f5 pedone del nero · a4 pedone del bianco · d4 re del nero · h4 alfiere del bianco · a3 torre del bianco · d3 pedone del nero · e3 pedone del nero · b2 pedone del nero · g2 alfiere del nero · c1 torre del nero · d1 torre del nero · e1 cavallo del bianco | a8 alfiere del bianco · c8 torre del bianco · e8 re del bianco · e7 donna del bianco · g7 pedone del nero · b6 pedone del bianco · d6 pedone del nero · a5 cavallo del bianco · c5 pedone del bianco · d5 pedone del bianco · f5 pedone del nero · a4 pedone del bianco · d4 re del nero · h4 alfiere del bianco · a3 torre del bianco · d3 pedone del nero · e3 pedone del nero · b2 pedone del nero · g2 alfiere del nero · c1 torre del nero · d1 torre del nero · e1 cavallo del bianco | 3 |
| 2 | a8 alfiere del bianco · c8 torre del bianco · e8 re del bianco · e7 donna del bianco · g7 pedone del nero · b6 pedone del bianco · d6 pedone del nero · a5 cavallo del bianco · c5 pedone del bianco · d5 pedone del bianco · f5 pedone del nero · a4 pedone del bianco · d4 re del nero · h4 alfiere del bianco · a3 torre del bianco · d3 pedone del nero · e3 pedone del nero · b2 pedone del nero · g2 alfiere del nero · c1 torre del nero · d1 torre del nero · e1 cavallo del bianco | a8 alfiere del bianco · c8 torre del bianco · e8 re del bianco · e7 donna del bianco · g7 pedone del nero · b6 pedone del bianco · d6 pedone del nero · a5 cavallo del bianco · c5 pedone del bianco · d5 pedone del bianco · f5 pedone del nero · a4 pedone del bianco · d4 re del nero · h4 alfiere del bianco · a3 torre del bianco · d3 pedone del nero · e3 pedone del nero · b2 pedone del nero · g2 alfiere del nero · c1 torre del nero · d1 torre del nero · e1 cavallo del bianco | a8 alfiere del bianco · c8 torre del bianco · e8 re del bianco · e7 donna del bianco · g7 pedone del nero · b6 pedone del bianco · d6 pedone del nero · a5 cavallo del bianco · c5 pedone del bianco · d5 pedone del bianco · f5 pedone del nero · a4 pedone del bianco · d4 re del nero · h4 alfiere del bianco · a3 torre del bianco · d3 pedone del nero · e3 pedone del nero · b2 pedone del nero · g2 alfiere del nero · c1 torre del nero · d1 torre del nero · e1 cavallo del bianco | a8 alfiere del bianco · c8 torre del bianco · e8 re del bianco · e7 donna del bianco · g7 pedone del nero · b6 pedone del bianco · d6 pedone del nero · a5 cavallo del bianco · c5 pedone del bianco · d5 pedone del bianco · f5 pedone del nero · a4 pedone del bianco · d4 re del nero · h4 alfiere del bianco · a3 torre del bianco · d3 pedone del nero · e3 pedone del nero · b2 pedone del nero · g2 alfiere del nero · c1 torre del nero · d1 torre del nero · e1 cavallo del bianco | a8 alfiere del bianco · c8 torre del bianco · e8 re del bianco · e7 donna del bianco · g7 pedone del nero · b6 pedone del bianco · d6 pedone del nero · a5 cavallo del bianco · c5 pedone del bianco · d5 pedone del bianco · f5 pedone del nero · a4 pedone del bianco · d4 re del nero · h4 alfiere del bianco · a3 torre del bianco · d3 pedone del nero · e3 pedone del nero · b2 pedone del nero · g2 alfiere del nero · c1 torre del nero · d1 torre del nero · e1 cavallo del bianco | a8 alfiere del bianco · c8 torre del bianco · e8 re del bianco · e7 donna del bianco · g7 pedone del nero · b6 pedone del bianco · d6 pedone del nero · a5 cavallo del bianco · c5 pedone del bianco · d5 pedone del bianco · f5 pedone del nero · a4 pedone del bianco · d4 re del nero · h4 alfiere del bianco · a3 torre del bianco · d3 pedone del nero · e3 pedone del nero · b2 pedone del nero · g2 alfiere del nero · c1 torre del nero · d1 torre del nero · e1 cavallo del bianco | a8 alfiere del bianco · c8 torre del bianco · e8 re del bianco · e7 donna del bianco · g7 pedone del nero · b6 pedone del bianco · d6 pedone del nero · a5 cavallo del bianco · c5 pedone del bianco · d5 pedone del bianco · f5 pedone del nero · a4 pedone del bianco · d4 re del nero · h4 alfiere del bianco · a3 torre del bianco · d3 pedone del nero · e3 pedone del nero · b2 pedone del nero · g2 alfiere del nero · c1 torre del nero · d1 torre del nero · e1 cavallo del bianco | a8 alfiere del bianco · c8 torre del bianco · e8 re del bianco · e7 donna del bianco · g7 pedone del nero · b6 pedone del bianco · d6 pedone del nero · a5 cavallo del bianco · c5 pedone del bianco · d5 pedone del bianco · f5 pedone del nero · a4 pedone del bianco · d4 re del nero · h4 alfiere del bianco · a3 torre del bianco · d3 pedone del nero · e3 pedone del nero · b2 pedone del nero · g2 alfiere del nero · c1 torre del nero · d1 torre del nero · e1 cavallo del bianco | 2 |
| 1 | a8 alfiere del bianco · c8 torre del bianco · e8 re del bianco · e7 donna del bianco · g7 pedone del nero · b6 pedone del bianco · d6 pedone del nero · a5 cavallo del bianco · c5 pedone del bianco · d5 pedone del bianco · f5 pedone del nero · a4 pedone del bianco · d4 re del nero · h4 alfiere del bianco · a3 torre del bianco · d3 pedone del nero · e3 pedone del nero · b2 pedone del nero · g2 alfiere del nero · c1 torre del nero · d1 torre del nero · e1 cavallo del bianco | a8 alfiere del bianco · c8 torre del bianco · e8 re del bianco · e7 donna del bianco · g7 pedone del nero · b6 pedone del bianco · d6 pedone del nero · a5 cavallo del bianco · c5 pedone del bianco · d5 pedone del bianco · f5 pedone del nero · a4 pedone del bianco · d4 re del nero · h4 alfiere del bianco · a3 torre del bianco · d3 pedone del nero · e3 pedone del nero · b2 pedone del nero · g2 alfiere del nero · c1 torre del nero · d1 torre del nero · e1 cavallo del bianco | a8 alfiere del bianco · c8 torre del bianco · e8 re del bianco · e7 donna del bianco · g7 pedone del nero · b6 pedone del bianco · d6 pedone del nero · a5 cavallo del bianco · c5 pedone del bianco · d5 pedone del bianco · f5 pedone del nero · a4 pedone del bianco · d4 re del nero · h4 alfiere del bianco · a3 torre del bianco · d3 pedone del nero · e3 pedone del nero · b2 pedone del nero · g2 alfiere del nero · c1 torre del nero · d1 torre del nero · e1 cavallo del bianco | a8 alfiere del bianco · c8 torre del bianco · e8 re del bianco · e7 donna del bianco · g7 pedone del nero · b6 pedone del bianco · d6 pedone del nero · a5 cavallo del bianco · c5 pedone del bianco · d5 pedone del bianco · f5 pedone del nero · a4 pedone del bianco · d4 re del nero · h4 alfiere del bianco · a3 torre del bianco · d3 pedone del nero · e3 pedone del nero · b2 pedone del nero · g2 alfiere del nero · c1 torre del nero · d1 torre del nero · e1 cavallo del bianco | a8 alfiere del bianco · c8 torre del bianco · e8 re del bianco · e7 donna del bianco · g7 pedone del nero · b6 pedone del bianco · d6 pedone del nero · a5 cavallo del bianco · c5 pedone del bianco · d5 pedone del bianco · f5 pedone del nero · a4 pedone del bianco · d4 re del nero · h4 alfiere del bianco · a3 torre del bianco · d3 pedone del nero · e3 pedone del nero · b2 pedone del nero · g2 alfiere del nero · c1 torre del nero · d1 torre del nero · e1 cavallo del bianco | a8 alfiere del bianco · c8 torre del bianco · e8 re del bianco · e7 donna del bianco · g7 pedone del nero · b6 pedone del bianco · d6 pedone del nero · a5 cavallo del bianco · c5 pedone del bianco · d5 pedone del bianco · f5 pedone del nero · a4 pedone del bianco · d4 re del nero · h4 alfiere del bianco · a3 torre del bianco · d3 pedone del nero · e3 pedone del nero · b2 pedone del nero · g2 alfiere del nero · c1 torre del nero · d1 torre del nero · e1 cavallo del bianco | a8 alfiere del bianco · c8 torre del bianco · e8 re del bianco · e7 donna del bianco · g7 pedone del nero · b6 pedone del bianco · d6 pedone del nero · a5 cavallo del bianco · c5 pedone del bianco · d5 pedone del bianco · f5 pedone del nero · a4 pedone del bianco · d4 re del nero · h4 alfiere del bianco · a3 torre del bianco · d3 pedone del nero · e3 pedone del nero · b2 pedone del nero · g2 alfiere del nero · c1 torre del nero · d1 torre del nero · e1 cavallo del bianco | a8 alfiere del bianco · c8 torre del bianco · e8 re del bianco · e7 donna del bianco · g7 pedone del nero · b6 pedone del bianco · d6 pedone del nero · a5 cavallo del bianco · c5 pedone del bianco · d5 pedone del bianco · f5 pedone del nero · a4 pedone del bianco · d4 re del nero · h4 alfiere del bianco · a3 torre del bianco · d3 pedone del nero · e3 pedone del nero · b2 pedone del nero · g2 alfiere del nero · c1 torre del nero · d1 torre del nero · e1 cavallo del bianco | 1 |
|   | a | b | c | d | e | f | g | h |   |

Soluzione:
1. Rf8!  (min. 2. Rxg7 e 3. Af6#) 

1... Txc5  2. Cc2+ dxc2  3. Dxe3#  

1... Axd5  2. Cf3+ Axf3  3. Dxg7# 